# San Salvador de Jujuy
San Salvador de Jujuy ist die Hauptstadt der nördlichsten Provinz Jujuy und mit über 400.000 Einwohnern im Großraum eine der größeren Städte Argentiniens.

## Geografie
Jujuy liegt am Zusammenfluss des Río Xibi Xibi und des Río Grande de Jujuy in einem Talkessel auf 1238 m am Ostrand der Anden. Das Terrain der Umgebung ist hügelig und von Wald bedeckt, das Klima subtropisch, im Sommer feuchtwarm und im Winter trocken-kühl.
Groß-Jujuy umfasst außer der eigentlichen Stadt (230.000 Einwohner) noch den dichtbesiedelten Bezirk Palpalá sowie einige kleinere Ortschaften in der Umgebung. Zum erweiterten Ballungsgebiet gehören die Städte El Carmen, Monterrico, San Antonio, Perico und San Pedro. Innerhalb des Gebietes befindet sih das Naturschutzgebiet Parque Botánico Barón Carlos María Schüel.
Die Entfernung zur argentinischen Hauptstadt Buenos Aires beträgt etwa 1600 Kilometer.

## Geschichte
Die Stadt wurde 1565 zum ersten Mal von den aus dem heutigen Peru kommenden spanischen Kolonisatoren gegründet, jedoch bald darauf von den Indianern zerstört, so dass sie zweimal neu aufgebaut werden musste. Jujuy wurde 1592 von Velazco gegründet. Endgültig konnte sich 1593 Francisco de Argañaris hier festsetzen. Aus der Kolonialzeit sind zahlreiche Bauwerke im Zentrum erhalten.
Zum Ende des 19. Jahrhunderts hatte die Stadt 5000 Einwohner, die lebhaften Handel mit Bolivien und Chile trieben, wohin sie Rinder, Maultiere, Chichabranntwein, Früchte, Häute, Salz und Goldstaub ausführten. Damals verband eine Eisenbahn die Stadt mit Buenos Aires.
Im Laufe der Jahre entwickelte sich Jujuy von einem Stützpunkt auf dem Weg zu den bolivianischen Bergwerken zu einer modernen Großstadt.
Erst nach 1980 wurde die 100.000-Einwohner-Marke übersprungen. Zwischen 1980 und 2000 war sie dafür die am schnellsten wachsende Stadt des Landes.

## Bevölkerung
Anders als in den meisten Teilen Argentiniens sind viele der Einwohner Nachkommen verschiedener Indianerstämme oder Mestizen. Nur etwa 30 Prozent sind rein europäischer Abstammung (Landesdurchschnitt: 85 %), was sich an einem eigenständigen Kulturleben bemerkbar macht. Vereinzelt werden noch die Sprachen Quechua, Aymara und Chiriguano gesprochen.

## Wirtschaft
Jujuy ist vor allem eine Verwaltungsstadt. Der eigentliche Reichtum liegt im Umland: In den Erdölfeldern nordöstlich der Stadt, dem fruchtbaren Tabakanbaugebiet bei El Carmen (10 km südlich) sowie in der Zuckerindustrie bei Ledesma (Argentinien) (80 km nordöstlich). In der angrenzenden Stadt Palpalá gibt es zudem Stahlindustrie. Wichtig ist auch der Handel mit den Nachbarländern Chile und Bolivien.
Etwa 33 Kilometer südöstlich der Stadt befindet sich der Flughafen Jujuy.

## Architektur und Kultur
In Jujuy (so wird die Stadt von den Einheimischen genannt) gibt es die Plaza Belgrano mit der Kathedrale von San Salvador de Jujuy im kolonialen Stil. Außerdem wurde der Platz vom Regierungspalast und dem alten Rathaus (Cabildo) begrenzt. In der Stadt selber gibt es noch ein paar weitere alte Kirchen. Sie sind aber alle ähnlich der Kathedrale.
Etwas außerhalb der Stadt am Fluss Río Reyes liegen inmitten von hohen Bergen die Königsquellen "Termas de Reyes". Das Wasser ist warm und sehr mineralhaltig und es gibt die Möglichkeit, darin zu baden. Zu dem Ort gibt es Busverbindungen und die Aussichtspunkte in der Umgebung sind zu Fuß erreichbar.
Jujuy ist außerdem das Tor zur Quebrada de Humahuaca, eine Schlucht die nach Humahuaca führt und 2003 von der UNESCO zum Welterbe erklärt wurde.

## Klima
|                        | Jan   | Feb   | Mär   | Apr  | Mai  | Jun  | Jul  | Aug  | Sep  | Okt  | Nov  | Dez   |   |       |
| Mittl. Temperatur (°C) | 23,5  | 22,6  | 21,3  | 18,4 | 14,9 | 11,5 | 12,0 | 15,0 | 17,3 | 21,6 | 23,1 | 23,7  | ⌀ | 18,7  |
| Mittl. Tagesmax. (°C)  | 29,6  | 28,9  | 27,0  | 24,0 | 21,3 | 19,2 | 20,3 | 23,3 | 25,0 | 29,0 | 30,0 | 30,3  | ⌀ | 25,6  |
| Mittl. Tagesmin. (°C)  | 18,3  | 17,4  | 16,9  | 14,7 | 9,9  | 5,9  | 5,7  | 8,4  | 10,2 | 14,6 | 16,9 | 17,9  | ⌀ | 13    |
|                        |       |       |       |      |      |      |      |      |      |      |      |       |   |       |
| Niederschlag (mm)      | 191,2 | 140,6 | 141,9 | 59,1 | 8,7  | 1,9  | 5,9  | 5,4  | 3,0  | 22,5 | 58,2 | 139,3 | Σ | 777,7 |
|                        |       |       |       |      |      |      |      |      |      |      |      |       |   |       |
| Regentage (d)          | 13    | 12    | 16    | 10   | 4    | 3    | 3    | 2    | 2    | 4    | 7    | 11    | Σ | 87    |

| 18,3 |

| 17,4 |

| 16,9 |

| 14,7 |

| 9,9 |

| 5,9 |

| 5,7 |

| 8,4 |

| 10,2 |

| 14,6 |

| 16,9 |

| 17,9 |

| 18,3 |

| 17,4 |

| 16,9 |

| 14,7 |

| 9,9 |

| 5,9 |

| 5,7 |

| 8,4 |

| 10,2 |

| 14,6 |

| 16,9 |

| 17,9 |

Jujuy gehört zum Ostseitenklima. Der wärmste Monat ist der Dezember, der kälteste der Juni. Äußerst selten sind Temperaturen unter dem Gefrierpunkt oder gar Schnee. In den warmen Monaten sind die Niederschläge bedeutend höher als in den kalten. Die Jahresmitteltemperatur beträgt 18,7 °C.

## Persönlichkeiten
- José Ignacio de Gorriti (1770–1835), Politiker und Militär
- Federico Cortés (* 1937), Radrennfahrer
- Víctor González (* 1959), Drehbuchautor, Regisseur und Kameramann

## Städtepartnerschaften
- Vargas, Venezuela, seit 2004
- Tarija, Bolivien, seit dem 8. März 2004